# Paio

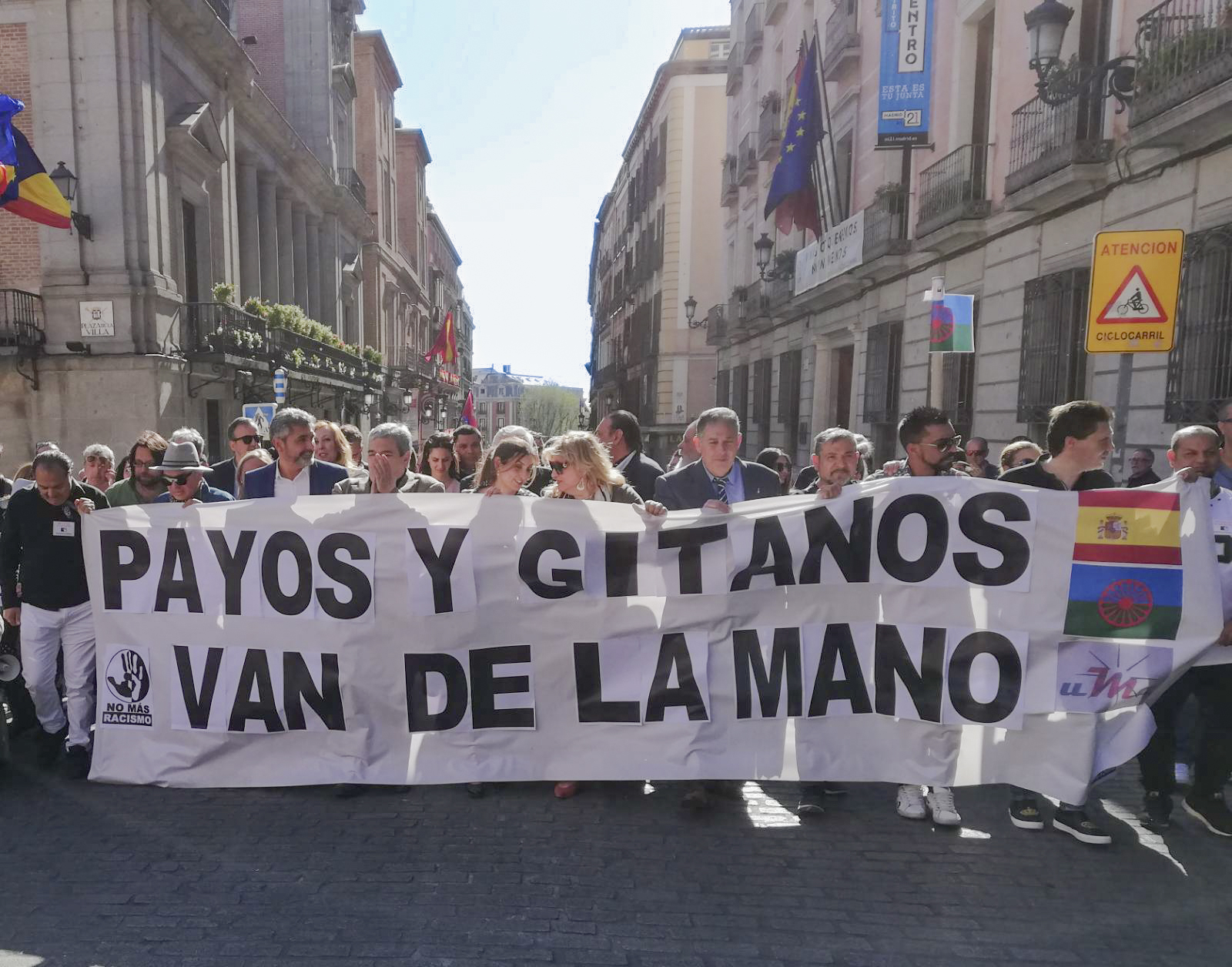
Manifestació contra la intolerància a Madrid (2019)

A la cultura romaní d'Espanya, paio o paia és un terme per referir-se a una persona ètnicament no gitana. En un sentit més ampli, pot fer referència a un individu en general, un home o un tíu. Apareix per primera vegada documentada a finals del segleXVI en textos de germania.
La denominació paio/a és un préstec, és a dir, no té un origen lingüístic romaní. Segons els lingüistes Coromines i Pascual, provenia del nom de pila gallec Paio, equivalent del castellà Pelayo, que en l'antiga tradició popular (així com en els refranys) s'usa com a nom genèric per referir-se a la gent del camp. Altres teories el tracen, però, al terme català pagès ('camperol'), ja que els primers a la Península a contactar amb els gitanos van ser els habitants catalanoparlants de la Corona d'Aragó al segle XV. Ambdues etimologies suggereixen una relació amb l'aspecte camperol dels no-gitanos. El motiu pot trobar-se en la mateixa manera de vida dels antics gitanos, essencialment nòmades, en oposat al no-gitano, que posseeix terres o que les cultiva i, per tant, és sedentari.
És possible que al principi paio/a tingués un sentit despectiu (en el sentit de 'rústic', 'catet' o 'ingenu'), i de fet en diversos textos gitanescs del segle xix, es pot trobar payo acompanyat de jilí ('infeliç') o panoli ('al·lelau'). No obstant això, actualment ha perdut totalment aquesta característica pejorativa, i s'usa de manera habitual en la parla comuna, als mitjans de comunicació i fins i tot en entorns acadèmics quan es tracten temes sobre el context gitano. S'usa tant pels gitanos com pels mateixos paios. Als idiomes català i gallec ha passat com a paio o paia.

## Altres termes
Altres termes equivalents en el vocabulari caló són busnó («estrany») o jambo («que no és de raça gitana»). El terme jambo és utilitzat comunament entre els gitanos de Baza i Granada.

### «Castellà»

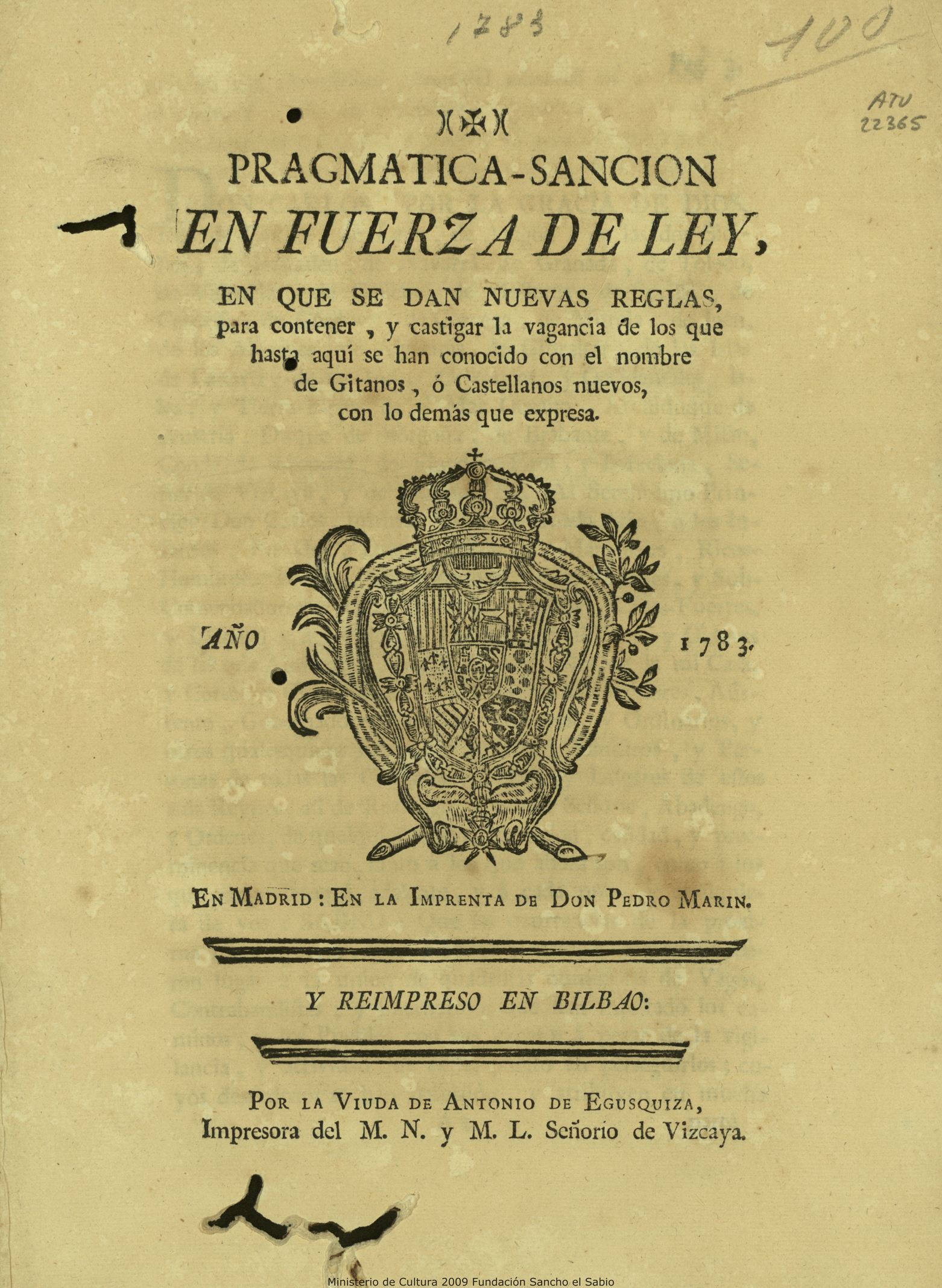
Pragmàtica Sanció del 1783: «per contenir i castigar la vagància dels que fins aquí s'han conegut amb el nom de gitanos o castellans nous».

Durant l' Antic Règim, va ser comú a Espanya diferenciar els gitanos dels « castellans ». Aquesta és una autodenominació, és a dir, que sorgeix des de la pròpia comunitat no-gitana per diferenciar-se dels romanís, i no al revés. En qualsevol cas, aquesta denominació tindria com a objectiu la distinció entre la població nativa i l'estrangera. Aquest racisme inherent es va convertir amb el temps en el principal obstacle per a la integració eficaç del poble gitano. Una de les preocupacions del rei Carles III durant el seu regnat va ser la de convertir els romanís en «gent útil», reprimint qualsevol expressió de la seva cultura (llengua, vestimenta, estil de vida...) mitjançant la Pragmàtica Sanció de 1783, a les que específicament va prohibir els termes «gitano» i « castellà nou » per considerar-los «ofens».
Tot i així, els termes gitano/a vs. castellà/ana no van desaparèixer. Castellano/a es va mantenir com la forma més comuna de referir-se als no-gitanos (i als espanyols, en general) mentre Castella va ser el centre socioeconòmic de la península, i no seria fins a la industrialització del segle xix, ocorreguda a les perifèries catalana, basca, valenciana…etc., que deixaria d'usar-se tan assíduament. En aquest context, les regions castellanes d'Espanya es mantindrien essencialment rurals, i castellà es seguiria usant per referir-se als no-gitanos de l'entorn rural, com a «prototip del castellà pur» (Corominas i Pascual, 1989).

### Gachó i variants
L'ús del terme payo es dona únicament entre els gitanos d'Espanya. En canvi, entre els gitanos de la resta d'Europa i els de Llatinoamèrica s'ha difós el terme gadjo (/gadΡʒo, gaʒ/, com en anglès i francès, gadjo ; en polonès, gadzio ; en rus, Гаджо; en portuguès, gajo ; en les llengües balcàniques, gadžo etc també trobat com gažó, gorgio, gorja... i moltes altres ortografies més), que els gitanos de la península ibèrica tradueixen per masc.gachó / fem. gachí.
A Andalusia, gaché fa referència específicament als andalusos, mentre que payo als espanyols en general o a una «persona sense gràcia». En la llengua erromintxela, antigament parlada entre els gitanos d'Euskadi, s'usava el terme egaxo, egaxu o ogaxo.
Entre els gitanos lom (o bosha), és a dir, els gitanos d'Armènia, Geòrgia i Turquia, se'ls anomena gaca als no-gitanos. Segons l'acadèmic Richard Pischel (1873), també el poble nòmada indopakistanès changar (els qui tenen un origen comú amb els romanís) anomena gaca algú aliè. Entre els gitanos dom, és a dir, els gitanos dels països àrabs, es pot trobar com kaǧǧã o kadža, termes que han patit un ensordiment de l'oclusiva vetllar (/ g → k /), procés fonètic típicament àrab.
No se sap l'origen exacte d'aquesta paraula però es pressuposa que prové del protorromaní * gavja, «habitant d'un llogaret» (de gav, «llogaret»; compareu-vos amb l'hindi ंंव gāmv «llogaret»). Una altra teoria el traça al sànscrit ार्य्य gārhya, al seu torn del prat 𑀕𑀚𑁆𑀛 gajjha, 'domèstic' (o bé, 'de la casa', ja que 'casa' es diu संचचचचचदद ใ).
En llengua romanesa, gagiu / gagic i gagicã són equivalents a 'nuvi' i 'núvia' respectivament, mentre que en l'idioma escocès, el terme gadgie ha passat a referir-se col·loquialment a qualsevol persona en general.

### «Civil» i variants
Les diferents paraules gitanes per referir-se a algú no-gitano suggereixen una relació entre militars i civils. Aquesta distinció podria provenir del terme pràctic esmentat abans, gajjha, que també pot significar 'persona no-militar', és a dir, 'civil'. Aquest ús es veu reflectit en les paraules sèrbia i italiana per a 'civil' o 'no-militar' (civil i borghese respectivament), que són sovint usades pels gitanos d'Eslovènia i Itàlia per referir-se a les persones alienes a la seva comunitat.
Fins i tot entre els gitanos dels Estats Units de vegades s'usa civilian com a forma alternativa a gadjo.